# Amaryllis carrascoi
Amaryllis carrascoi is een vlokreeftensoort uit de familie van de Amaryllididae. De wetenschappelijke naam van de soort is voor het eerst geldig gepubliceerd in 2002 door Lowry & Stoddart.